# Liste der Naturdenkmale in Berenbach
Die Liste der Naturdenkmale in Berenbach nennt die im Gemeindegebiet von Berenbach ausgewiesenen Naturdenkmale (Stand 4. Juni 2024).

## Naturdenkmale
| Nr.         | Bezeichnung               | Lage                              | Beschreibung                                                                                       | Bild                                    |
| ----------- | ------------------------- | --------------------------------- | -------------------------------------------------------------------------------------------------- | --------------------------------------- |
| ND-7233-156 | Kaiserlinde               | Bergfrieden, bei Nr. 15 Lage      | Tilia sp., 1913 gepflanzt, 9 m hoch bei 2,2 m Brusthöhenumfang und 12 m Kronendurchmesser          | Direkt Bild zu diesem Denkmal hochladen |
| ND-7233-184 | Alte Eiche am Ortseingang | Hauptstraße, gegenüber Nr. 1 Lage | Quercus robur, um 1740 gepflanzt, 23 m hoch bei 2,85 m Brusthöhenumfang und 15 m Kronendurchmesser | Direkt Bild zu diesem Denkmal hochladen |